# Sordariales
Sordariales Chadef. ex D. Hawksw. & O.E. Erikss. – rząd workowców należący do klasy Sordariomycetes, którego typem nomenklatorycznym jest Sordaria.

## Systematyka
Pozycja w klasyfikacji według Index Fungorum: Sordariales, Sordariomycetidae, Sordariomycetes, Pezizomycotina, Ascomycota, Fungi.
Rząd Sordariales utworzył Marius Chadefaud w pierwszym tomie „Traité de botanique systématique” z 1960, nie zawarł tam jednak jego poprawnego opisu taksonomicznego. Poprawną diagnozę tego rzędu przedstawili David Hawksworth i Ove Eriksson w artykule The names of accepted orders of Ascomycetes, opublikowanym w „Systema Ascomycetum” z 1986.
Rząd ten jest zaliczany według kodeksu Index Fungorum do klasy Sordariomycetes. Należą do niego:
- rodzina Beltraniaceae Nann. 1934
- rodzina Bombardiaceae S.K. Huang, Maharachch. & K.D. Hyde 2021
- rodzina Chaetomiaceae G. Winter 1885
- rodzina Diplogelasinosporaceae Y. Marin & Stchigel 2020
- rodzina Helminthosphaeriaceae Samuels, Cand. & Magni 1997
- rodzina Lasiosphaeriaceae Nannf. 1932
- rodzina Lasiosphaeridaceae S.K. Huang, Maharachch. & K.D. Hyde 2021,
- rodzina Leptosporellaceae S. Konta & K.D. Hyde 2017
- rodzina Naviculisporaceae Y. Marin & Stchigel 2020
- rodzina Neoschizotheciaceae S.K. Huang & K.D. Hyde 2021
- rodzina Podosporaceae X. Wei Wang & Houbraken 2019
- rodzina Schizotheciaceae Y. Marin & Stchigel 2020
- rodzina Sordariaceae G. Winter 1885
- rodzina Strattoniaceae S.K. Huang, Maharachch. & K.D. Hyde 2021
- rodzina Zygospermellaceae S.K. Huang, Maharachch. & K.D. Hyde 2021
- rodziny Incertae sedis[2].